# مسجد قدمگاه (اصفهان)
مسجد قدمگاه مربوط به دوره صفوی است و در شهرستان اصفهان، بخش کوهپایه، شهر کوهپایه، خیابان امام، مقابل مسجد جامع واقع شده و این اثر در تاریخ ۲۶ اسفند ۱۳۸۶ با شمارهٔ ثبت ۲۱۸۱۹ به‌عنوان یکی از آثار ملی ایران به ثبت رسیده است.